# 大成 (愛知県)
大成株式会社（たいせい、英: TAISEI CO., LTD.）は、愛知県名古屋市中区に本社を置くビルメンテナンス会社である。 

## 概要
主に清掃・警備・設備管理・建築 不動産ソリューション等、受付業務・ホテル客室メンテナンス　建物ビルメンテナンス、ビル周辺のサービス事業を行っているほか、近年では東南アジアを中心とした海外への進出や他社との業務提携　外国人技能実習生の受け入れ等の新サービスの開発に注力している。
キャッチコピー は「カタい社名で、じゆうな発想。」。

## 沿革
- 1959年（昭和34年）10月2日 - 「大成株式会社」として設立[1]。
- 1996年（平成8年）9月6日 - 日本証券業協会（現・JASDAQ）に株式を店頭登録。[1]
- 1999年（平成11年）10月  - 名古屋証券取引所第二部市場に株式を上場[1]。
- 2000年（平成12年）3月 - ISO 14001認証を取得[1]。
- 2003年（平成15年）1月 - ISO 9001認証を取得。同年4月、大成職業訓練校を開校[1]。
- 2005年（平成17年）3月 - 愛知万博（愛・地球博）会場の清掃業務に共同企業体の一社として携わる（会期終了の9月末まで）。
- 2012年（平成24年）9月 - ハウスメンテナンス業務開始（ハウスクリーニング、ホームセキュリティ、ハウスリフォーム）[3]
- 2015年（平成27年）10月 - 香港のビルメンテナンス会社Razor Glory Building Maintenance Ltd.の株式を100％取得し、子会社化。[3]
- 2017年（平成29年）4月 - ベトナムのビルメンテナンス会社Care Viet Namの株式の70％を取得し、連結子会社化。[3]
- 2017年（平成29年）4月 - インドネシアのデベロッパー会社JAYAKARTA Groupと現地施設の入居者募集および施設管理支援業務を受託。
- 2017年（平成29年）5月 - 大成ヒューマンリソース株式会社設立[3]。
- 2018年（平成30年）1月 - ブルーイノベーション株式会社と業務・資本提携締結[3]。
- 2018年（平成30年）4月 - 東京支店を東京本社に改称
- 2019年（令和元年）10月 - シンガポールのファシリティマネジメント会社C+H Associates Pte Ltd.の株式の75％を取得し、連結子会社化
- 2021年（令和3年）3月 - マネジメント・バイアウトの一環として株式会社アイ・ケイ・ケイが株式公開買付けを実施し、議決権所有割合ベースで83.10%の株式を取得[4]。
- 2021年（令和3年）6月15日 - 名古屋証券取引所第二部市場上場廃止。
- 2021年（令和3年）6月17日 - 株式併合により、株主が株式会社アイ・ケイ・ケイと朝日土地建物有限会社のみとなる[5]。
- 2021年（令和3年）11月1日 - アバター警備ロボット「ugo TSシリーズ」の本格商用化を開始[6][7]。

## 大成職業訓練校
2003年（平成15年）4月に、名古屋と東京に大成職業訓練校を開校。愛知県と東京都から認定を受けた認定職業訓練による職業能力開発校である。認定を受けている訓練科は、ビルクリーニング科とセキュリティ科。

## 事業所
- 本社・名古屋支店（愛知県名古屋市中区）
- 東京本社（東京都千代田区）
- 大阪支店（大阪府大阪市中央区）
- 仙台支店（宮城県仙台市青葉区）
- 浜松支店（静岡県浜松市中央区）
- 福岡支店（福岡県福岡市博多区）

## 関連会社
- 連結子会社
  - 共愛エンジニヤリング株式会社[1]
  - 株式会社ティ・クリア[1]
  - Razor Glory Building Maintenance LTD.
  - Care Vietnam JSC[8]
  - C+H Associates Pte Ltd.
  - 大成ヒューマンリソース株式会社
- 持分法適用関連会社
  - リンレイビル管理株式会社[1]

## CM
長年に渡りテレビ愛知で放送していたが（TXNニュース日曜日分・ローカルパート、ドラゴンズ戦中継（火曜日分に不定期））、2012年7月より東海ラジオでも流れるようになった。
2021年11月1日より、女優の小芝風花を起用したCMなどの企業プロモーションを首都圏でも展開している。